# XIV Festival olimpico estivo della gioventù europea
Il XIV Festival olimpico estivo della gioventù europea si è svolto dal 23 al 30 luglio 2017 a Győr, in Ungheria.

## Discipline
Sono state attribuite 130 medaglie in 10 distinti sport:
- Atletica leggera (36) (dettagli)
- Pallacanestro (2) (dettagli)
- Canoa/kayak (16) (dettagli)
- Ciclismo (4) (dettagli)
- Ginnastica (14) (dettagli)

- Pallamano (2) (dettagli)
- Judo (18) (dettagli)
- Nuoto (32) (dettagli)
- Tennis (4) (dettagli)
- Pallavolo (2) (dettagli)

## Sedi di gara
| Impianto                          | Luogo | Sport         |
| --------------------------------- | ----- | ------------- |
| ETO Park                          | Győr  | Cerimonie     |
| Università István Széchenyi       | Győr  | Pallacanestro |
| Scuola superiore Bercsényi Miklós | Győr  | Pallacanestro |
| Aranypart, Püspökerdő             | Győr  | Canoa/kayak   |
| Autostrada ungherese M85          | Győr  | Ciclismo      |
| Radnóti street Sport Centre       | Győr  | Ginnastica    |
| Audi Arena                        | Győr  | Pallamano     |
| Magvassy Mihály Sportcsarnok      | Győr  | Pallamano     |
| Radnóti street Sport Centre       | Győr  | Judo          |
| Aqua Sports Centre                | Győr  | Nuoto         |
| Radnóti street Sport Centre       | Győr  | Tennis        |
| Università István Széchenyi       | Győr  | Pallavolo     |

## Calendario
| CO | Cerimonia d'apertura | ● | Competizioni | 1 | Finali | CC | Cerimonia di chiusura |

| Luglio 2017           | 24 Lun | 25 Mar | 26 Mer | 27 Gio | 28 Ven | 29 Sab | Medaglie d'oro |
| --------------------- | ------ | ------ | ------ | ------ | ------ | ------ | -------------- |
| Atletica leggera      |        | 4      | 9      | 9      | 5      | 9      | 36             |
| Pallacanestro         |        |        |        |        |        | 2      | 2              |
| Canoa/kayak           |        |        | 8      |        |        | 8      | 16             |
| Ciclismo              |        | 2      |        | 2      |        |        | 4              |
| Ginnastica            |        | 1      | 1      | 2      | 5      | 5      | 14             |
| Pallamano             |        |        |        |        |        | 2      | 2              |
| Judo                  |        | 4      | 4      | 4      | 4      | 2      | 18             |
| Nuoto                 | 5      | 7      | 7      | 3      | 10     |        | 32             |
| Tennis                |        |        |        |        |        | 4      | 4              |
| Pallavolo             |        |        |        |        |        | 2      | 2              |
| Totale medaglie d'oro | 5      | 18     | 29     | 20     | 24     | 34     | 130            |

## Partecipanti
- Albania
- Andorra
- Armenia
- Austria
- Azerbaigian
- Bielorussia
- Belgio
- Bosnia ed Erzegovina
- Bulgaria
- Croazia
- Cipro
- Rep. Ceca
- Danimarca
- Spagna
- Estonia
- Finlandia
- Francia
- Georgia
- Germania
- Gran Bretagna
- Grecia
- Ungheria (152)
- Islanda
- Irlanda
- Israele
- Italia
- Kosovo
- Lettonia
- Liechtenstein
- Lituania
- Lussemburgo
- Macedonia
- Malta
- Moldavia
- Monaco
- Montenegro
- Paesi Bassi
- Norvegia
- Polonia
- Portogallo
- Romania
- Russia
- San Marino
- Serbia
- Slovacchia
- Slovenia
- Svezia
- Svizzera
- Turchia
- Ucraina

## Medagliere
Nazione ospitante 
| Pos.  | Paese                | Oro | Argento | Bronzo | Totale |
| ----- | -------------------- | --- | ------- | ------ | ------ |
| 1     | Russia               | 30  | 19      | 12     | 61     |
| 2     | Italia               | 14  | 11      | 13     | 38     |
| 3     | Ungheria             | 13  | 14      | 14     | 41     |
| 4     | Paesi Bassi          | 8   | 6       | 2      | 16     |
| 5     | Spagna               | 7   | 4       | 4      | 15     |
| 6     | Germania             | 5   | 8       | 4      | 17     |
| 7     | Turchia              | 5   | 6       | 8      | 19     |
| 8     | Francia              | 5   | 6       | 5      | 16     |
| 9     | Belgio               | 5   | 0       | 2      | 7      |
| 10    | Finlandia            | 4   | 1       | 6      | 11     |
| 11    | Georgia              | 4   | 1       | 4      | 9      |
| 12    | Bielorussia          | 3   | 5       | 7      | 15     |
| 13    | Ucraina              | 3   | 4       | 1      | 8      |
| 14    | Polonia              | 3   | 3       | 4      | 10     |
| 15    | Slovenia             | 3   | 2       | 2      | 7      |
| 16    | Gran Bretagna        | 3   | 1       | 6      | 10     |
| 17    | Danimarca            | 3   | 1       | 5      | 9      |
| 18    | Svizzera             | 2   | 3       | 5      | 10     |
| 19    | Norvegia             | 1   | 6       | 2      | 9      |
| 20    | Svezia               | 1   | 4       | 6      | 11     |
| 21    | Slovacchia           | 1   | 4       | 5      | 10     |
| 22    | Israele              | 1   | 3       | 0      | 4      |
| 23    | Irlanda              | 1   | 2       | 3      | 6      |
| 24    | Serbia               | 1   | 2       | 2      | 5      |
| 25    | Austria              | 1   | 1       | 3      | 5      |
| 26    | Lituania             | 1   | 1       | 0      | 2      |
| 27    | Grecia               | 1   | 0       | 1      | 2      |
| 27    | Portogallo           | 1   | 0       | 1      | 2      |
| 29    | Romania              | 0   | 5       | 3      | 8      |
| 30    | Croazia              | 0   | 2       | 2      | 4      |
| 31    | Rep. Ceca            | 0   | 1       | 7      | 8      |
| 32    | Estonia              | 0   | 1       | 2      | 3      |
| 33    | Azerbaigian          | 0   | 1       | 1      | 2      |
| 33    | Lettonia             | 0   | 1       | 1      | 2      |
| 35    | Moldavia             | 0   | 1       | 1      | 2      |
| 36    | Bulgaria             | 0   | 0       | 2      | 2      |
| 37    | Andorra              | 0   | 0       | 1      | 1      |
| 37    | Bosnia ed Erzegovina | 0   | 0       | 1      | 1      |
| Total | Total                | 130 | 130     | 148    | 408    |